# ボバ・フェット/The Book of Boba Fett
『ボバ・フェット/The Book of Boba Fett』（The Book of Boba Fett）は、配信サービスのDisney+向けに製作されたアメリカ合衆国の連続テレビドラマである。『スター・ウォーズ』フランチャイズの一編であり、『マンダロリアン』のスピンオフでもあるこの番組は、それまでの『スター・ウォーズ』関連作に登場したバウンティハンターのボバ・フェットを主役とする。

## 概要
『マンダロリアン』や過去の『スター・ウォーズ』関連作と同様にボバ・フェットはテムエラ・モリソン、フェネック・シャンドはミンナ・ウェンにより演じられる。ルーカスフィルムは以前からボバ・フェットの単独映画に幾度か取り組んでいたが、その後『マンダロリアン』を優先させた。モリソンは『マンダロリアン』の第2シーズンでウェンと共にフェット役で出演し、2020年11月にスピンオフシリーズの可能性が初めて報じられた。『ボバ・フェット/The Book of Boba Fett』は2020年12月にモリソンとウェンの出演と共に正式に発表された。撮影はその時点で既に始まっており、2021年6月まで続いた。
シリーズ初回は2021年12月29日に配信され、2022年2月9日まで計7話が順次配信された。

## あらすじ
ストーリーは惑星タトゥイーンを主な舞台とし、『スター・ウォーズ エピソード6/ジェダイの帰還』でボバ・フェットがサルラックに呑み込まれた直後からの出来事と、それから5年後にボバ・フェットがジャバ・ザ・ハットの縄張りを手に入れ守ろうとする出来事を行き来する。サイドストーリーとして『マンダロリアン』の主人公の"マンダロリアン"(ディン・ジャリン)および彼が引き取った孤児グローグーとのかかわりが描かれる。
5年前、ボバ・フェットは何とかサルラックから脱出するも、タスケン・レイダーに捕まり奴隷とされる。やがてタスケン・レイダーの信頼を得て部族の一員となるが、他種族との抗争により部族を皆殺しにされてしまう。重傷を負ったところを救ったフェネック・シャンドと組んで復讐を遂げるが、失った自分のアーマーは見つからない。かつてジャバ・ザ・ハットの支配していた縄張りを手に入れようとする。
それから5年後、『マンダロリアン』で描かれているとおり、ボバ・フェットはアーマーを取り戻し、フェネック・シャンドとともに、ジャバ・ザ・ハットの右腕だったビブ・フォーチュナを殺している。乗っ取りに成功したジャバ・ザ・ハットの縄張りを守るため、"スパイス"取引を行うパイク・シンジケートとの抗争となる。グローグーと離れ、ヘルメットを脱いだために「背教者」となった"マンダロリアン"はフェネック・シャンドに誘われてボバ・フェットの軍に加わる。モス・エスパの町で戦いが始まり、ボバ・フェットの軍は劣勢となるが、ジェダイの修行を諦めてやってきたグローグーの助けもあって逆襲し勝利する。"マンダロリアン"とグローグーはタトゥイーンを去り、ボバ・フェットとフェネック・シャンドがジャバ・ザ・ハットの元の縄張りを引き続き支配する。

## キャストとキャラクター

### メインキャラクター
ボバ・フェット
演-テムエラ・モリソン/日本語吹替-金田明夫
ジャンゴ・フェットの息子のバウンティハンター。本作は彼の過去の回想から始まる。
サルラックに飲み込まれた際の火傷や砂漠での傷がなかなか癒えず、統治の合間合間でバクタ・ポッドで治療を受けていたが、4話で完全復活した。
本作は『マンダロリアン』シーズン2の後であるため既にマンダロリアンアーマーも船も取り戻した後だが、回想シーンにてその過程が描かれている。
モリソンはこのシリーズがキャラクターの過去を探り、『帝国の逆襲』（1980年）から『マンダロリアン』第2シーズンの間に彼が何が起こったのかを示す機会だと述べている。
フェネック・シャンド（en:Fennec Shand）
演-ミンナ・ウェン/日本語吹替-花藤蓮
フェットの相棒の傭兵兼暗殺者。優れた狙撃手でもあり、ボバ曰く「ミッドリムの腕利き」。
『マンダロリアン』第1シーズン5話にて撃たれて砂漠に置き去りにされたが、ボバに拾われて負傷箇所を機械化する治療を受けた。その後はボバの船の奪還を手伝い、彼の誘いを受けて副官となる。
長らく死と隣り合わせの稼業についているとはいえ、言動がかなり物騒な人物。しかし冷静でもあり、ある一件で頭に血がのぼったボバに助言をして平静を取り戻させている。
マンダロリアン / ディン・ジャリン
演-ペドロ・パスカル/日本語吹替-阪口周平
マンダロリアンのバウンティハンターにしてボバの戦友。人前でヘルメットを取らない掟を持つカルト"チルドレン・オブ・ザ・ウォッチ"に属する。
ドラマ『マンダロリアン』に引き続き、ダークセーバーを所持しているが扱いきれていない。

### ボバたちの関係者
8D8
声-マット・ベリー（en:Matt Berry）/日本語吹替-山橋正臣
ボバの身の回りの世話をするドロイド。
ガモーリアンガード
演-フランク・トリッグ、コリン・ハイムズ
ジャバとその後任ビブ・フォチューナに仕えていた衛兵。一度捕らえられるがボバの誘いを受けて彼に仕えることになる。
ドラッシュ
演-ソフィー・サッチャー/日本語吹替-内藤有海
モス・エスパの街のサイボーグギャングのリーダー格。左腕を機械化している。自身も含むメンバーそれぞれがバイクのようなスピーダーを所持しており、仲間たちとともに鮮やかなドライビングを披露している。
スカッド
演-ジョーダン・ボルジャー（en:Jordan Bolger）/日本語吹替-朝比奈拓見
モス・エスパの街のサイボーグ・ギャングのメンバー。目を機械化している。
クルルサンタン（en:Black Krrsantan）
演-キャリー・ジョーンズ/日本語吹替-なし
ブラック・クルルサンタンの異名で恐れられる、ジャバのいとこの双子に仕えるバウンティ・ハンターのウーキー。ナックルダスターがトレードマークで、ウーキー族らしくパワフルな戦い方をする。かつてはグラディエーターとしても有名で、「あらゆる挑戦を受けすべての戦いに勝利した」とのこと。
ボバの命を狙うが、フェネックたちの活躍もあり失敗し捕らえられる。雇い主であるハットの双子にも見捨てられるが、ボバに「お前は何も悪くない、仕事をしただけだ」「クズどものために働くな」という言葉とともに解放される。その後は"サンクチュアリ"にて燻っていたが、ボバたちの"戦争"に戦力としてスカウトされる。
ランコアの飼育人
演-ダニー・トレホ/日本語吹替-廣田行生
ジャバのいとこから贈られてきたランコアの子供を世話するために雇われた男。ボバにランコアとの接し方を教える。

### モス・エスパの人々
ガーザ・フウィップ（en:Garsa Fwip）
演-ジェニファー・ビールス/日本語吹替-八十川真由野）
タトゥイーンのモス・エスパで酒場"サンクチュアリ"を経営するトワイレック人。ボバを歓迎し、彼に街の様子を教える。
モク・シェイーズ
声-ロバート・ロドリゲス/日本語吹替-武藤正史
惑星タトゥイーンのモス・エスパの街を治める市長。犯罪組織のボス「大名」になったボバを良く思っていない。代表が出向く筈の挨拶に代理をよこし、ボバに刺客を送り込むなど不審な行動をとる。
3話終盤でパイクと結託していることが判明する。
執事長（氏名不明）
演-デヴィッド・パスクエジ（en:David Pasquesi）/日本語吹替-荻野晴朗
市長の執事長を務めるトワイレック人。大げさな身ぶりと話し方をする。
市長の代理としてボバのもとに現れる。
ローサ・ピール
演-スティーヴン・ルート/日本語吹替-田中英樹）
ボバ・フェットに陳情するモス・エスパの水売りの男性。ドラッシュたちに水を盗まれていたが彼女たちの話から水を法外な値段で売っていたことが判明し、ボバから水の値段を下げるよう命じられた。

### フリー・タウン（旧モス・ペルゴ）の人々
コブ・ヴァンス（en:Cobb Vanth）
演-ティモシー・オリファント/さかき孝輔
フリー・タウンの保安官。
タンティ
演-W・アール・ブラウン（en:W. Earl Brown）/日本語吹替-
フリー・タウンのバーテンダーであるウィークウェイ人。
ジョー
演-カリスマ・ギデオン/日本語吹替-
フリー・タウンの住人。
スコット
演-JJ・ダシュノー/日本語吹替-
ヴァンスの副官。

### タスケン・レイダーの集落の人々
タスケンの少年
演-ウェスリー・キンメル/日本語吹替-なし
集落の少年。ボバを水探しに動員し雑に扱うが、彼がサンド・エイプを倒したことで対応を変え、敬意をはらうようになる。
タスケンのリーダー
演-日本語吹替-なし
集落のリーダー。サンド・エイプの一件で彼を認めて水を差し出し、集落に迎え入れた。
タスケンの戦士
演-ジョアンナ・ベネット/日本語吹替-なし
集落の戦士。ボバを鍛え、彼にガダッフィ・スタッフを用いた戦い方を教えた。

### シンジケート関係者
ドク・ストラッシ
演-ステファン・オヨン（en:Stephen Oyoung）/声-ロバート・ロドリゲス/日本語吹替-菊池通武
トランドーシャン人の組織を率いるボス。ボバのかつての雇い主。
パイク・シンジケートとの"戦争"ではほかの犯罪組織と同様に中立を約束するがこれを反故にしてボバたちと対立して罠にはめる。しかしジャリンたちの加勢もあって形勢は逆転し、最後はパイクたちともどもフェネックに殺害された。
ガーファラクオクス
演-バリー・ローウィン/日本語吹替-なし
アクアリッシュ人の組織を率いるボス。
パイク・シンジケートとの"戦争"ではほかの犯罪組織と同様に中立を約束するがこれを反故にしてボバたちと対立して罠にはめる。しかしジャリンたちの加勢もあって形勢は逆転し、最後はパイクたちともどもフェネックに殺害された。
クライトゥニアンのボス（氏名不明）
演-/声-フィル・ラマール/日本語吹替-
クライトゥニアン人の組織を率いるボス。
パイク・シンジケートとの"戦争"ではほかの犯罪組織と同様に中立を約束するがこれを反故にしてボバたちと対立して罠にはめる。しかしジャリンたちの加勢もあって形勢は逆転し、最後はパイクたちともどもフェネックに殺害された。
パイク・シンジケートのメンバー（氏名不明）
演-アルフレッド・シン（en:Alfred Hsing）/日本語吹替-
タスケンの集落を襲った一団のリーダー。
パイク・シンジケートのボス（氏名不明）
演-フィル・ラマール/日本語吹替-
現在のパイク・シンジケートのボス。モク・シェイーズやほかの犯罪組織と結託している。
"戦争"ではボバたちを罠にはめて形勢を有利に進める。。しかしジャリンたちの加勢もあって逆転され、最後はフェネックに殺害された。
キャド・ベイン（en:Cad Bane）
演-ドリアン・キンギ/声-コーリー・バートン/日本語吹替-多田野曜平
『スター・ウォーズ/クローン・ウォーズ（テレビシリーズ）』に登場したデュロス人の賞金稼ぎ。シンジケートの代理人としてボバの前に現れる。
原語版・日本語吹替版ともに『クローン・ウォーズ』ての声優が続投している。

### その他
闇医者（氏名不明）
演-スティーヴン・ブルーナー/日本語吹替-竹田雅則
タトゥウィーンの闇医者。自身も身体を機械化している。フェネックの傷の機械化手術をした。

### ドラマ『マンダロリアン』からのゲストキャラクター
アーマラー（en:The Armorer）
演-エミリー・スワロー/日本語吹替-藤貴子
マンダロリアンのアーマー職人。ジャリンにダークセーバーを用いた戦い方や、マンダロアの鉱山にある泉のことを教えた。
パズ・ヴィズラ（en:Paz Vizsla）
演-タイット・フレッチャー/声-ジョン・ファヴロー/日本語吹替-宮本崇弘
マンダロリアンの男性。自身がヴィズラ家の縁者であることを理由に、ジャリンに対してダークセーバーをかけた決闘を申し込む。
ペリ・モットー
演-エイミー・セダリス/日本語吹替-定岡小百合
惑星タトゥイーンのモス・アイズリー宇宙港にあるハンガー3-5を経営するエンジニアにして商人。
カーソン・テヴァ
演-ポール・サン＝ヒョンジュ・リー（en:Paul Sun-Hyung Lee）日本語吹替-丸山壮史
ジャリンを何度か尋問した新共和国のT-65B Xウイング・スターファイターのパイロット。
ルーク・スカイウォーカー
演-マーク・ハミル、グラハム・ハミルトン/日本語吹替-須田祐介
ジェダイマスター。帝国との戦争に終止符を打った後は、ジェダイ・オーダー再建に奔走している。『マンダロリアン』第2シーズンにてグローグーを弟子にとり、ジェダイとしての心得やフォースの使い方を教えている。
アソーカ・タノ
演-ロザリオ・ドーソン/伊藤静）
ルークの父アナキンのかつての弟子であるトグルータ人。ルークとも交流がある。
グローグー
ヨーダと同じ種族の50歳の赤子。強いフォースの持ち主。『マンダロリアン』第2シーズン最終話にてジャリンのもとを離れ、ジェダイとしての修行を積んでいる。

## 用語など
タスケン・レイダー
ボバが囚えれられたタスケン・レイダーの集落の人々。今作では手話による意思疎通がより多く見られる。
ボバを雑に扱っていたが、彼がサンド・エイプを倒したことで対応を変え、戦士として認めて集落に迎え入れた。ボバは彼らから戦い方やガダッフィ・スタッフ（後述）の作り方を教わり、彼らにはスピーダーの乗り方やギャングとの戦い方を教えるなどして関係を築く。
ボバが集落から離れた間に皆殺しにされてしまった。犯人はニクト人ギャングとされているが…？
ガダッフィ・スタッフ
タスケン・レイダーたちが持っている先の曲がった杖のような武器。トカゲのような生物の導きによって素材となる木を見つけ、自身の手で一から作り上げる。
戦士として認められたボバも自身のスタッフを作成し、以後主要な武器のひとつとして用いている。
ランコア
過去作に登場したクリーチャー。ハットの双子からボバへの"貢ぎ物"として贈られた。本作に登場する個体はまだ子どもである。
凶暴な生物と思われていたが、今作では最初に見た者を親と思い込むこと、危険を感じなければ大人しい生き物であること、可愛がれば懐くことなどが判明する。
シンジケート
『クローン・ウォーズ』などに登場した、"スパイス"と呼ばれる薬物を扱う犯罪組織。ボバに隠れて密かに暗躍している。
スパイス（サンサナ・スパイス）
シンジケートが取引していた薬物。惑星ケッセルのスパイス鉱山で採れる危険なもの。本作における一連の"戦争"の元凶であり、ボバはこれを排除しようとしている。

## エピソード
| 通算 話数 | シーズン 話数 | タイトル                                                                         | 監督                       | 脚本                                   | 公開日         |
| --- | ------------- | -------------------------------------------------------------------------------- | -------------------------- | -------------------------------------- | -------------- |
| 1 | 1             | "チャプター１：異星のはぐれ者" "Chapter 1: Stranger in a Strange Land"           | ロバート・ロドリゲス       | ジョン・ファヴロー                     | 2021年12月29日 |
| 5年前、ボバ・フェットは呑み込まれたサルラックから逃げるが、ジャワに鎧を盗まれてデューン・シーに放置される。タスケン・レイダーに捕らえられて奴隷とされる。砂漠でブラック・メロンを掘らされていた時に巨大な怪物に襲われるも、子供を救ったことで尊敬を勝ち得る。現在、ボバ・フェットとフェネック・シャンドはジャバ・ザ・ハットの縄張りを奪って大名となっている。地元から二人のガモーリアンを貢納されて警備に加える。フェットとシャンドはガーザ・フウィップの経営する酒場サンクチュアリに行くも襲撃される。シャンドは襲撃者の一人を捕らえる。負傷したフェットはバクタ・タンクに入り、5年前のことを思い出す。 |               |                                                                                  |                            |                                        |                |
| 2 | 2             | "チャプター２：タトゥイーンの部族" "Chapter 2: The Tribes of Tatooine"           | ステフ・グリーン           | ジョン・ファヴロー                     | 2022年1月5日   |
| 5年前、フェットのいるタスケン・レイダーのグループはパイク・シンジケートの列車に襲われる。フェットはニクトからスピーダー・バイクを盗み、タスケン・レイダーに乗り方を教えて列車を襲撃し勝利する。生き残りにこれからは通行料を払うよう求める。宿主を導くトカゲを頭に入れられて砂漠をさまよった末に枝を持ち帰り、タスケン・レイダーの部族に受け入れられる。現在、フェットとシャンドは襲撃者の生き残りを尋問し、モス・エスパの市長に雇われたと聞く。市長は否定し、再びサンクチュアリに行くよう促す。フウィップはジャバのいとこの双子が縄張りを取り戻そうとしていると教える。双子が現れて脅すも、フェットはひるまない。 |               |                                                                                  |                            |                                        |                |
| 3 | 3             | "チャプター３：モス・エスパの町" "Chapter 3: The Streets of Mos Espa"            | ロバート・ロドリゲス       | ジョン・ファヴロー                     | 2022年1月12日  |
| 5年前、フェットはパイク・シンジケートのところに出かけてみかじめ料を取ろうとするが、ニクトと二重払いはしたくないと断られる。キャンプに帰ると、ニクトに全滅させられている。現在、フェットはサイボーグのギャングが水を盗むと言う陳情をローサ・ビールから受ける。ギャングに会い、仕事がないと聞いて雇い、ビールには価格を下げるよう命令する。バクタ・タンクで治療中のフェットを、双子の手下であるウーキーのクルルサンタンが襲い、シャンド、ガモリアン・ガード、サイボーグたちが戦って地下牢に捕らえる。双子が謝罪にやってきてランコアの仔を贈り、市長モク・シェイーズが縄張りを既にパイク・シンジケートに売ったので自分たちはタトゥイーンを去ると言う。フェットはクルルサンタンを解放する。パイク・シンジケートとフェットは双方とも戦争に備える。 |               |                                                                                  |                            |                                        |                |
| 4 | 4             | "チャプター４：迫りくる嵐" "Chapter 4: The Gathering Storm"                      | ケヴィン・タンチャローエン | ジョン・ファヴロー                     | 2022年1月19日  |
| 5年前、フェットはかつてジャバ・ザ・ハットが今ではビブ・フォーチュナが治める宮殿から自分の武装船を取り戻そうとするも、警備が固いと知る。腹を撃たれて瀕死のファネック・シャンドを見つけ、サイボーグ修理店で修理する。返礼として、シャンドの助けで宮殿から自船を取り戻す。ジャバの後釜として一家を構えようとするフェットは、シャンドに暗殺者家業を止め右腕となることを求める。二人はタスケン・レイダーのキャンプを襲ったニクトのスピーダー・バイクの集団を皆殺しにし、フェットのアーマーを取り戻すためにサルラックを殺すも、アーマーは見つからない。現在、フェットはバクタ・タンクから出る。サンクチュアリでクルルサンタンがトランドーシャンと戦うのを見て雇う。モス・エスパの他のギャングの指導者を食事に呼び、パイク・シンジケートと一緒に戦うことを求めるも同意は得られない。ランコアの脅しもあって、中立を保つことは承諾される。 |               |                                                                                  |                            |                                        |                |
| 5 | 5             | "チャプター５：マンダロリアンの帰還" "Chapter 5: Return of the Mandalorian"      | ブライス・ダラス・ハワード | ジョン・ファヴロー                     | 2022年1月26日  |
| 現在、グローグーを手放した"マンダロリアン"(ディン・ジャリン)はお尋ね者を探し出し、その首を依頼者に渡す。対価としてチルドレン・オブ・ザ・ウォッチの隠れ家の場所を教わり、アーマラーおよびパズ・ヴィズラに会う。アーマラーはダークセーバーを調べ、その所持者はマンダロアの支配者となる予言を語る。ベスカー鋼の槍から、グローグーへの贈り物を作る。ダークセーバーの作り手の子孫であるバズ・ヴィズラがその所有権を求めて"マンダロリアン"と決闘するも敗れる。"マンダロリアン"はヘルメットを脱いで素顔を曝したことを告白し、背教者として追放される。"マンダロリアン"はタトゥイーンに行ってペリ・モットーに会い、破壊されたレイザー・クレストの代わりに古い"ナブー N-1 スターファイター"を提案される。二人は協力してスターファイターを修理する。フェネック・シャンドが現れて戦いに加わることを求め、"マンダロリアン"は承諾する。 |               |                                                                                  |                            |                                        |                |
| 6 | 6             | "チャプター６：砂漠から来た流れ者" "Chapter 6: From the Desert Comes a Stranger" | デイブ・フィローニ         | ジョン・ファヴロー、デイブ・フィローニ | 2022年2月2日   |
| 現在、フリータウンと改名されたモス・ペルゴの保安官コブ・ヴァンスは、パイク・シンジケートによる"スパイス"の取引を取り締まる。"マンダロリアン"はグローグーに会うために森の惑星に行く。だがR2-D2は"マンダロリアン"をアソーカ・タノに会わせ、アソーカ・タノは"マンダロリアン"と会うことがグローグーの修行の妨げになると断る。贈り物であるベスカー鋼の鎖帷子を預かり、グローグーのフォースの訓練をするルーク・スカイウォーカーに渡す。ルークはグローグーがオーダー66によりジェダイがコルサントの寺院で虐殺された記憶をよみがえらせる。ルークはグローグーに、鎖帷子を手にして"マンダロリアン"のもとに戻ることか、ヨーダのライトセーバーを手にしてジェダイになるために訓練することを選ばせる。タトゥイーンに戻った"マンダロリアン"はボバ・フェットの戦力不足を知り、フリータウンに行ってコブ・ヴァンスに会い、ボバ・フェット対パイク・シンジケートの戦争への参加を求める。傭兵のキャド・ベインがフリータウンに来て戦争で中立を求め、コブ・ヴァンスと保安官代理を殺す。パイクはモス・エスパのサンクチュアリを爆破する。 |               |                                                                                  |                            |                                        |                |
| 7 | 7             | "チャプター７：名誉のために" "Chapter 7: In the Name of Honor"                   | ロバート・ロドリゲス       | ジョン・ファヴロー                     | 2022年2月9日   |
| モス・エスパで戦いが始まる。キャド・ベインは、タスケン・レイダーの部族を全滅させたのはニクトのスピーダー・バイクの集団ではなくパイク・シンジケートであることをボバ・フェットに教える。中立を保つことを約束した町のギャングたちは寝返り、ボバ・フェット側は劣勢となる。執事長に交渉させるふりをしてボバ・フェットと"マンダロリアン"は奇襲をかけるも、2体のスコーペネク・ドロイドが現れて圧倒される。ボバ・フェットは飼っていたランコアを連れ出し、R2-D2によって運ばれてきたグローグーが助けに入ってスコーペネク・ドロイドを破壊する。キャド・ベインが現れ、ランコアを炎で狂乱させるも、ボバ・フェットに殺される。"マンダロリアン"はランコアを静められないが、グローグーがおとなしくさせる。フェネック・シャンドがモス・アイズリーにいたパイク・シンジケート幹部やモス・エスパ市長を殺す。"マンダロリアン"とグローグーはタトゥイーンから旅立ち、ボバ・フェットとフェネック・シャンドがモス・エスパの町を治める。                                                                                                  |               |                                                                                  |                            |                                        |                |

## 製作

### 背景
ディズニーCEOのボブ・アイガーは2013年2月に『スター・ウォーズ』の単発のスピンオフ映画の企画を発表した。そのうちの1本はバウンティハンターのキャラクターであるボバ・フェットが中心となり、『新たなる希望』（1977年）と『帝国の逆襲』（1980年）、もしくは『帝国の逆襲』と『ジェダイの帰還』（1983年）の間が舞台になると報じられた。また『帝国の逆襲』に登場する他のバウンティハンターについても探求されると報じられた。2014年初頭、サイモン・キンバーグがジョシュ・トランクに『スター・ウォーズ』の映画の製作を打診し、トランクは『スター・ウォーズ』の製作であるルーカスフィルムにボバ・フェットの映画を提示し、同年6月に監督に就任した。トランクは2015年4月のスター・ウォーズ セレブレーション・アナハイムで映画を告知し、プロジェクトのティーザーも公開する予定であったが、ルーカスフィルム側がトランクの映画『ファンタスティック・フォー』（2015年）の製作中の問題を把握したために直前で中止された。2015年5月時点でトランクはもう企画に取り組んでいなかった。2017年8月時点でルーカスフィルムがボバ・フェットの映画を未だ検討中であることが報じられた。その後『ハン・ソロ/スター・ウォーズ・ストーリー』（2018年）が興行的に失敗したことを受けてディズニーは『スター・ウォーズ』の映画の公開計画を再検討した。2018年10月時点でボバ・フェットの映画は進展しておらず、ルーカスフィルムはDisney+の配信シリーズ『マンダロリアン』を優先していた。
2020年2月、アイガーは『マンダロリアン』のスピンオフが検討中であり、同番組により多くのキャラクターを登場させた上でそれらの独自のシリーズが与えられる可能性があると述べた。同年5月、『マンダロリアン』の第2シーズンにテムエラ・モリソンがボバ・フェット役で出演することが決定した。モリソンは『スター・ウォーズ エピソード2/クローンの攻撃』（2002年）でボバの父のジャンゴ・フェットを演じ、それ以後も様々な『スター・ウォーズ』関連メディアでボバの声を務めていた。モリソンの『マンダロリアン』への出演が確定する以前にフェットは第1シーズンの「チャプター5: ガンファイター」でミンナ・ウェン演じるフェネック・シャンドの前の小登場していた。モリソンは第2シーズンの初回「チャプター9: 保安官」に小出演した後、ロバート・ロドリゲスが監督した「チャプター14: 悲劇」で本格な出演を果たした。

### 企画
2020年11月初旬時点では『マンダロリアン』の第3シーズンかボバ・フェットに焦点を当てたとみられるスピンオフシリーズのどちらかの製作が同月下旬から12月初旬に開始予定であると報じられていた。12月10日に開催されたディズニーの投資家向けイベントでルーカスフィルム社長のキャスリーン・ケネディは『マンダロリアン』と同一の時代を描くスピンオフシリーズ『Rangers of the New Republic』と『Ahsoka』を告知したが、ボバ・フェットのスピンオフシリーズについては発表しなかった。ケネディは『マンダロリアン』の「次章」が2021年12月に初演されることも発表した。
『マンダロリアン』の第2シーズンの最終回「チャプター16: 救出」は2020年12月末に配信され、その回には『The Book of Boba Fett』が2021年12月に配信されることが明らかとなる「サプライズ・エンドクレジット・シークエンス」が含まれた。これを受けてコメンテーターの間ではこれが『マンダロリアン』の第3シーズンのサブタイトルであり、『マンダロリアン』は第3シーズンより主人公がディン・ジャリンからボバ・フェットに変更されるという混乱と憶測が発生した。『マンダロリアン』の発案者兼ショーランナーのジョン・ファヴローはその後まもなく『The Book of Boba Fett』が『マンダロリアン』の第3シーズンとは別の独立したシリーズであることを明かした。彼はこのスピンオフが投資家向けイベントでケネディによって発表されなかったのは「チャプター16: 救出」の最後に明かされる「サプライズを台無しにしたくなかったから」であると説明した。彼はさらにスピンオフの製作は既に始まっていることも付け加えた。シリーズはファヴロー、デイブ・フィローニ、ロドリゲスが製作総指揮を務め、さらにロドリゲスは数話を監督もする。他のスピンオフ企画と同様に『ボバ・フェット/The Book of Boba Fett』も『マンダロリアン』の時代を舞台としており、「『マンダロリアン』のシーズン2.5」と表現されている。製作側は『ボバ・フェット/The Book of Boba Fett』の各話を『マンダロリアン』の第3シーズンのように呼称しており、例えば第1話は連続テレビドラマの初回としてよくある「101」ではなく「301」と呼ばれた。シリーズは全7話構成である。

### キャスティング
2020年12月のシリーズの公式発表でテムエラ・モリソンとミンナ・ウェンが『マンダロリアン』や他の過去の『スター・ウォーズ』メディアと同じくボバ・フェットとフェネック・シャンドを再演することが明らかとなった。発表前の時点でウェンは『マンダロリアン』の第3シーズンのレギュラーとして雇われたものであると思われていた。フェネックの他にもさらに『マンダロリアン』のキャラクターが登場すると報じられている。2021年11月、ジェニファー・ビールスの出演が明らかとなった。

### 撮影
シリーズの撮影は2020年11月下旬時点で始まっており、以前に『マンダロリアン』の2シーズンでも使用されたロサンゼルスのステージクラフトのビデオ・ウォールで行われた。撮影所ではCOVID-19の安全ガイドラインに従ってスタッフは俳優にマスクとフェイスシールドを装着し、3日おきにCOVID-19の迅速検査、1週ごとに通常検査が行われた。2週間の撮影の後、キャストとスタッフたちは自分たちが『マンダロリアン』の第3シーズンではなく『ボバ・フェット/The Book of Boba Fett』を作っていたことを知った。ロドリゲスはシリーズのうち計3話を監督し、他にファヴロー、ブライス・ダラス・ハワード、フィローニ、ステフ・グリーン、ケヴィン・タンチャローエンも監督したと報じられた。ディーン・カンディはシリーズの撮影監督を務めた。撮影は2021年6月8日に完了し、『Obi-Wan Kenobi』と共にロサンゼルスのサウンドステージを占拠した。

### 視覚効果
インダストリアル・ライト&マジックがシリーズの視覚効果を担当する。

### 音楽
2021年9月下旬までに『マンダロリアン』の作曲家であるルドウィグ・ゴランソンが『ボバ・フェット/The Book of Boba Fett』へ続投し、スコアリング・セッションが開始されていた。

## 公開
2021年12月29日、Disney+で配信開始。全7話構成であり、2022年2月9日までに週に1話ずつ配信される。